# Et Dieu créa Dalida...
 (juillet 2025).
Si vous disposez d'ouvrages ou d'articles de référence ou si vous connaissez des sites web de qualité traitant du thème abordé ici, merci de compléter l'article en donnant les références utiles à sa vérifiabilité et en les liant à la section « Notes et références ».
Albums de Dalida
 Salma Ya Salama
(1977) Ca me fait rêver
(1978)
Et Dieu créa...Dalida est une compilation de Dalida des années Sonopresse.
L'album arrive après une période de sept ans chez Sonopresse pour la distribution de ses disques lorsque Dalida et Orlando signent chez Carrère
C'est un double album reprenant les principaux succès des sept dernières années sur un disque et l'intégralité de l'album Coup de chapeau au passé sorti en 1976 agrémenté d'un bonus extrait de l'album Salma Ya Salama, Tu m'as déclaré l'amour. Pour l'occasion et pour répondre à l'énorme succès de la chanson, Salma Ya Salama est réédité une troisième fois.

## Face A
- Salma Ya Salama (un homme des sables)
- Amoureuse de la vie
- Il venait d'avoir 18 ans
- Paroles Paroles (avec Alain Delon)
- Pour ne pas vivre seul
- Remember (c'était loin...)

## Face B
- Ti amo (je t'aime)
- Femme est la nuit
- Les clefs de l'amour
- Je suis malade
- Gigi l'amoroso

## Face C
- La mer
- La vie en rose
- Parle moi d'amour, mon amour
- Maman
- Que reste-t-il de nos amours ?

## Face D
- Besame mucho
- Les feuilles mortes
- J'attendrai
- Le petit bonheur
- Amor, amor (c'est tout dire)
- Tico, tico
- Tu m'as déclaré l'amour (verde luna)